# Dennery (quận)
Dennery là một quận và cũng là một đô thị phía tây đảo quốc Saint Lucia ở Caribe. Hoạt động kinh tế chính của quận là ngư nghiệp, dân số quận là 12.876 theo thống kê năm 2002.